# Dolina Mącznica

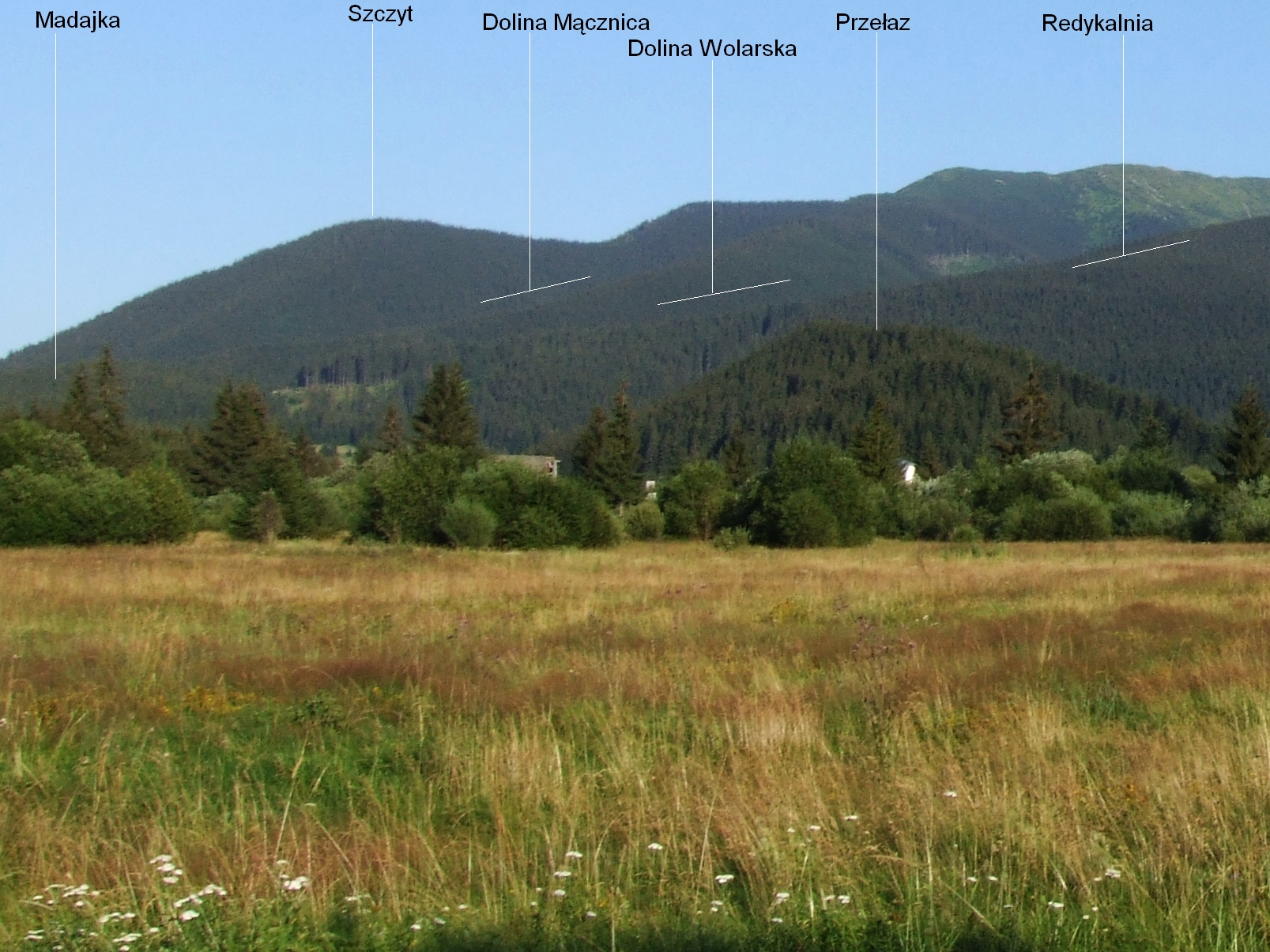
Widok z Zuberca

Dolina Mącznica, Żleb pod Holek (słow. dolinka Múčnica) – lewa odnoga Doliny Zuberskiej w słowackich Tatrach Zachodnich. Jest to niewielka dolinka, mająca wylot przy Polanie Brestowej, tuż po wschodniej stronie wylotu Doliny Wolarskiej. Dawniej w polskiej literaturze nazywana była także doliną Mucznica (Múčnica). Według aktualnie obowiązujących zasad nazewnictwa geograficznego takie tworzenie nazw przez spolszczanie słowackich liter uważa się za nieuprawnione.
Dolina Mącznica jest całkowicie zalesiona i położona jest na wysokości około 900–1500 m. Znajduje się w dolnej części północnego grzbietu Brestowej Kopy. Grzbiet ten poniżej Cielęciarek rozgałęzia się na dwa ramiona, pomiędzy którymi znajduje się dolina Mącznica. Ramię północno-zachodnie oddziela ją od Doliny Wolarskiej, w ramieniu północnym znajduje się Szczyt. Dnem doliny Mącznicy spływa niewielki potok Mącznica uchodzący do Zimnej Wody.
Doliną Mącznica nie prowadzi żaden szlak turystyczny. Przed włączeniem jej do obszaru Tatrzańskiego Parku Narodowego również nie miała znaczenia turystycznego.

## Przypisy

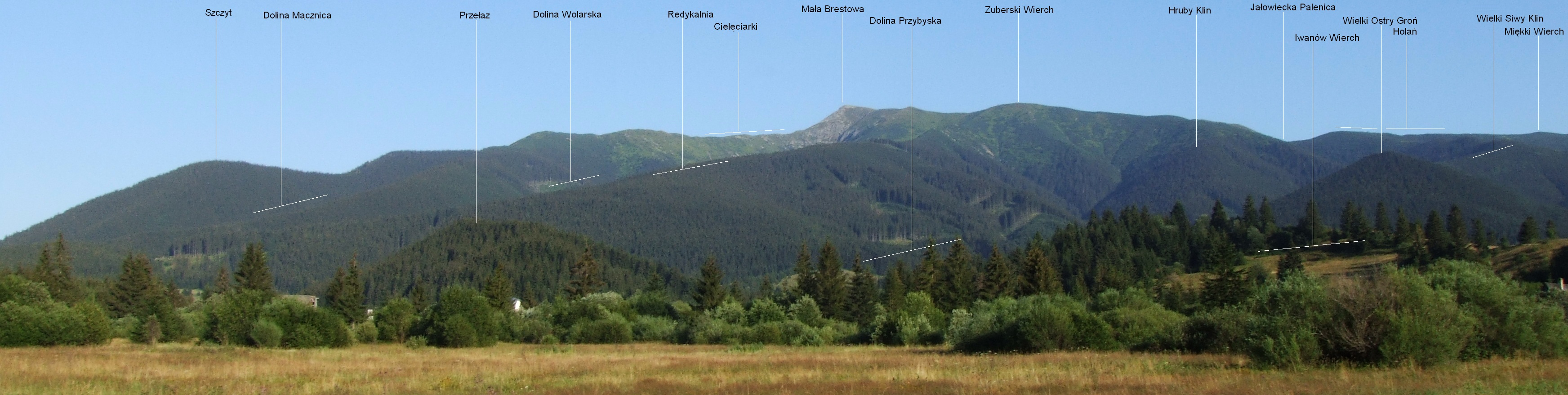
Widok z Zuberca